# مزرعة علي محمد عبدول غفاري (فراغة)
مزرعة علي محمد عبدول غفاري (بالفارسية: مزرعه علی محمدعبدالغفاری) هي منطقة سكنية تقع في إيران في يزد.